# Seleção de São Cristóvão e Neves de Futebol Feminino
A Seleção de São Cristóvão e Neves de Futebol Feminino representa São Cristóvão e Neves no futebol feminino internacional.